# Giorgio Des Geneys
Giorgio Des Geneys (né le 29 avril 1761 à Chaumont, dans le Piémont, et mort le 3 ou le 8 janvier 1839 à Gênes) est un amiral sarde, considéré comme le véritable fondateur de la marine sarde, l'ancêtre de la Marina militare italienne. Il est né dans la Haute Vallée de Suse (val de Suse).

## Biographie
Giorgio Des Geneys fut enrôlé à seulement 12 ans comme guardiamarina di 2a classe dans la force maritime du royaume de Sardaigne, qui se limitait alors à une seule petite frégate (la San Carlo, 32 canons et 230 hommes d'équipage), une grosse felouque, une galéotte capturée à des pirates tunisiens et des embarcations mineures. Il devient vice-amiral en 1811, après avoir effectué toutes les guerres révolutionnaires et napoléoniennes, ainsi qu'au siège de la rade de Toulon, malgré la faiblesse de sa flotte. Il commande et réorganise alors la marine en deux petites escadres (22 officiers, 46 officiers mariniers, 117 marins et 324 rameurs composaient alors les effectifs de cette marine).
Avec la Restauration, Des Geneys devient un des diplomates qui, au congrès de Vienne, contribue à faire annexer Gênes et la Ligurie au royaume de Sardaigne dès 1814. Ce renforcement lui permet notamment de faire armer deux nouvelles frégates (Commercio di Genova et Maria Teresa, 64 canons), de la frégate Maria Cristina (44 canons), de la corvette Tritone (22 canons), du brigantin Nereide (14 canons) en plus de goélettes et de petites embarcations. À cette flotte, il ajouta quatre demi-galères, certes dépassées mais utiles pour donner la chasse aux felouques mauresques. Il fonda à Gênes la Regia Scuola di Marina (l'École navale royale) en 1816 qui est l'ancêtre de l'actuelle Accademia navale de Livourne. En 1822, une escadre de trois frégates modernes, sous son commandement, croisa dans la Méditerranée occidentale en mouillant dans les ports de Tunis, d'Alger et de Tanger ce qui permit la signature de contrats commerciaux avec le Maroc et l'Empire ottoman. En 1825, il commande également l'expédition de Tripoli ce qui aboutit à un nouveau triomphe naval et empêche la piraterie en Méditerranée. L'amiral, comte et baron Des Geneys mourut le 3 janvier 1839 à Gênes.